# Sezen Aksu
Sezen Aksu, nascida Fatma Sezen Yıldırım (13 de julho de 1954) em Sarayköy, Denizli, Turquia) é uma cantora turca de música pop desse país, escritora de canções e produtora. O seu epíteto mais conhecido é "Rainha do Pop Turco".
A influência de Aksu sobre o pop turco e a música do mundo continua desde a sua estreia em 1975, colabora com muitos outros cantores, tendo trabalhado com estrelas como Tarkan entre outros.